# Corticium
Corticium is een geslacht van sponsdieren uit de klasse van de Homoscleromorpha.

## Soorten
- Corticium acanthastrum Thomas, 1968
- Corticium bargibanti Lévi & Lévi, 1983
- Corticium candelabrum Schmidt, 1862
- Corticium diamantense Ereskovsky, Lavrov & Willenz, 2014
- Corticium niger Pulitzer-Finali, 1996
- Corticium quadripartitum Topsent, 1923
- Corticium simplex Lendenfeld, 1907